# WTA Elite Trophy 2017
El Hengqin Life WTA Elite Trophy Zhuhai 2017, és un esdeveniment de tennis femení que va reunir dotze tennistes individuals i sis parelles. La tercera edició del torneig es va disputar entre el 31 d'octubre i el 5 de novembre de 2017 sobre pista dura interior al Hengqin International Tennis Center de Zhuhai, Xina. La extennista Stefanie Graf fou nomenada ambaixadora del torneig per tal de promocionar aquesta edició del torneig.

## Format
En categoria individual es van escollir les onze millors tennistes segons els rànquing WTA que no es van classificar pel torneig WTA Finals 2017 i una tennista convidada per l'organització del torneig. Les dues tennistes suplents classificades pel WTA Finals 2017 podien participar igualment en aquest torneig fins i tot en el cas que haguessin jugat algun partit. Les dotze tennistes es van dividir en quatre grups de tres tennistes per disputar una fase inicial en format Round Robin. Les quatre tennista millors classificades d'aquesta fase es van classificar per semifinals, i les dues guanyadores es van enfrontar en la final.
En cas dels dobles, dues parelles formades per tennista que no van competir en WTA Finals 2017, ja sigui individuals o dobles, i dues parelles més formades per tennistes que no van competir en el WTA Finals 2017 però amb almenys una de les tennistes classificades per aquest torneig en categoria individual, i pel qual es va combinar el rànquing individual i de dobles per obtenir l'ordre final d'acceptació. Finalment es van convidar dues parelles més per part de l'organització. Es van dividir en dos grups de tres parelles, i les dues guanyadores d'aquesta fase es van classificar directament per la final.
La classificació en la fase Round Robin es va determinar pel nombre de victòries, nombre de partits disputats i enfrontaments directes. En cas de d'empat, es comprovava el percentatge de sets guanyats i llavors el percentatge de jocs guanyats.

## Individual

### Classificació
| CS    | Rq | Tennista                  | Grand Slam | Grand Slam | Grand Slam | Grand Slam | Premier Mandatory | Premier Mandatory | Premier Mandatory | Premier Mandatory | Millors Premier 5 | Millors Premier 5 | Altres millors resultats | Altres millors resultats | Altres millors resultats | Altres millors resultats | Altres millors resultats | Altres millors resultats | Punts | Torn. |
| ----- | -- | ------------------------- | ---------- | ---------- | ---------- | ---------- | ----------------- | ----------------- | ----------------- | ----------------- | ----------------- | ----------------- | ------------------------ | ------------------------ | ------------------------ | ------------------------ | ------------------------ | ------------------------ | ----- | ----- |
| CS    | Rq | Tennista                  | AUS        | RG         | WIM        | USO        | INW               | MIA               | MAD               | PEQ               | 1                 | 2                 | 1                        | 2                        | 3                        | 4                        | 5                        | 6                        | Punts | Torn. |
| −     | 9  | Johanna Konta             | QF 430     | R128 10    | SF 780     | R128 10    | R32 65            | G 1000            | R64 10            | R64 10            | QF 190            | R16 105           | G 470                    | SF 185                   | F 180                    | SF 110                   | R16 55                   | R16 55                   | 3.610 | 19    |
| 1     | 10 | Kristina Mladenovic       | R128 10    | QF 430     | R64 70     | R128 10    | SF 390            | R64 10            | F 650             | R64 10            | R16 105           | R16 30            | G 470                    | F 305                    | F 180                    | QF 100                   | QF 60                    | R16 55                   | 2.885 | 22    |
| −     | 11 | Svetlana Kuznetsova       | R16 240    | R16 240    | QF 430     | R64 70     | F 650             | R16 120           | SF 390            | R64 10            | QF 190            | R16 105           | QF 100                   | QF 100                   | QF 100                   | R16 55                   | R16 55                   |                          | 2.856 | 16    |
| 2     | 12 | CoCo Vandeweghe           | SF 780     | R128 10    | QF 430     | SF 780     | R64 10            | R64 10            | QF 215            | R32 65            |                   |                   | F 305                    | QF 100                   | R16 55                   | R16 55                   |                          |                          | 2.819 | 16    |
| 3     | 13 | Sloane Stephens           | A 0        | A 0        | R128 10    | G 2000     | A 0               | A 0               | A 0               | R64 10            | SF 350            | SF 350            |                          |                          |                          |                          |                          |                          | 2.722 | 7     |
| 4     | 14 | Anastassia Pavliutxénkova | QF 430     | R64 70     | R128 10    | R128 10    | QF 215            | R32 65            | R64 10            | R32 65            | R16 105           | QF 100            | F 305                    | G 280                    | G 280                    | G 280                    | QF 100                   | QF 100                   | 2.425 | 24    |
| 5     | 15 | Anastasija Sevastova      | R32 130    | R32 130    | R64 70     | QF 430     | R64 10            | R64 10            | SF 390            | R64 10            | SF 350            | R16 105           | G 280                    | QF 100                   | QF 100                   | QF 60                    | QF 60                    | R32 60                   | 2.295 | 23    |
| −     | 16 | Madison Keys              | A 0        | R64 70     | R64 70     | F 1300     | R16 120           | R32 65            | R64 10            | A 0               | R16 105           |                   | G 470                    |                          |                          |                          |                          |                          | 2.213 | 13    |
| 6     | 17 | Ielena Vesninà            | R32 130    | R32 130    | R64 70     | R32 130    | G 1000            | R64 10            | R64 10            | R16 120           | R16 105           | R16 105           | QF 100                   | R32 60                   | R32 60                   | R16 55                   | R16 55                   | R16 55                   | 2.195 | 23    |
| 7     | 18 | Julia Görges              | R64 70     | R128 10    | R128 10    | R16 240    | R32 65            | R32 65            | R64 10            | R32 65            | QF 190            | R16 105           | G 470                    | F 180                    | F 180                    | F 180                    | SF 110                   | SF 110                   | 2.060 | 22    |
| 8     | 19 | Angelique Kerber          | R16 240    | R128 10    | R16 240    | R128 10    | R16 120           | QF 215            | R16 120           | R32 65            | SF 350            | R16 105           | SF 350                   | F 180                    | QF 100                   | QF 100                   |                          |                          | 2.042 | 20    |
| 9     | 20 | Ashleigh Barty            | R32 130    | R128 10    | R128 10    | R32 130    | A 0               | R64 35            | A 0               | R32 10            | F 585             | R16 135           | F 305                    | G 298                    | R16 135                  | QF 78                    | QF 60                    | R16 55                   | 2.031 | 17    |
| −     | 21 | Serena Williams           | G 2000     | A 0        | A 0        | A 0        | A 0               | A 0               | A 0               | A 0               |                   |                   | 2R 30                    |                          |                          |                          |                          |                          | 2.030 | 2     |
| 10    | 22 | Magdaléna Rybáriková      | A 0        | R64 70     | SF 780     | R32 130    | A 0               | A 0               | A 0               | R32 65            | R32 65            | Q2 20             | F 180                    | G 140                    | G 140                    | G 115                    | SF 110                   | G 80                     | 1.999 | 18    |
| 11    | 23 | Barbora Strýcová          | R16 240    | R64 70     | R64 70     | R64 70     | R32 65            | R16 120           | R32 65            | QF 215            | R16 105           | R32 60            | G 280                    | SF 185                   | SF 110                   | SF 110                   | QF 100                   | QF 100                   | 1.965 | 24    |
| 12 WC | 27 | Peng Shuai                | R64 70     | R128 10    | R32 130    | R64 70     | R16 120           | R32 65            | R64 10            | R16 120           | R16 105           | R32 60            | G 280                    | F 180                    | SF 110                   | QF 100                   | F 95                     | R16 55                   | 1.915 | 26    |

### Fase grups

#### Grup Azalea
| CS | Tennista             | K. Mladenovic    | J. Görges   | M. Rybáriková    | V − D | Sets  | Jocs    | Pos. |
| 1  | Kristina Mladenovic  |                  | 2−6, 6−7(4) | 5−7, 6−1, 6−7(5) | 0 − 2 | 1 − 4 | 25 − 28 | 3    |
| 7  | Julia Görges         | 6−2, 7−6(4)      |             | 6−1, 7−6(5)      | 2 − 0 | 4 − 0 | 26 − 15 | 1    |
| 10 | Magdaléna Rybáriková | 7−5, 1−6, 7−6(5) | 1−6, 6−7(5) |                  | 1 − 1 | 2 − 3 | 22 − 30 | 2    |

#### Grup Buguenvíl·lea
| CS | Tennista        | C. Vandeweghe | I. Vesninà     | S. Peng        | V − D | Sets  | Jocs    | Pos. |
| 2  | CoCo Vandeweghe |               | 6−3, 6−2       | 3−6, 6−3, 6−2  | 2 − 0 | 4 − 1 | 27 − 16 | 1    |
| 6  | Ielena Vesninà  | 3−6, 2−6      |                | 2−6, 0−1, ret. | 0 − 2 | 0 − 4 | 7 − 19  | 3    |
| 12 | Peng Shuai      | 6−3, 3−6, 2−6 | 6−2, 1−0, ret. |                | 1 − 1 | 3 − 2 | 18 − 17 | 2    |

#### Grup Camèlia
| CS | Tennista             | S. Stephens | A. Sevastova | B. Strýcová | V − D | Sets  | Jocs    | Pos. |
| 3  | Sloane Stephens      |             | 5−7, 3−6     | 0−5, ret.   | 0 − 2 | 0 − 2 | 8 − 18  | 2    |
| 5  | Anastasija Sevastova | 7−5, 6−3    |              | 6−3, 6−4    | 2 − 0 | 4 − 0 | 25 − 15 | 1    |
| 11 | Barbora Strýcová     | 5−0, ret.   | 3−6, 4−6     |             | 1 − 1 | 0 − 2 | 12 − 12 | 3    |

#### Grup Rosa
| CS | Tennista          | A. Pavliutxénkova | A. Kerber     | A. Barty | V − D | Sets  | Jocs    | Pos. |
| 4  | A. Pavliutxénkova |                   | 6−3, 3−6, 6−2 | 4−6, 1−6 | 1 − 1 | 2 − 3 | 20 − 23 | 2    |
| 8  | Angelique Kerber  | 3−6, 6−3, 2−6     |               | 3−6, 4−6 | 0 − 2 | 1 − 4 | 18 − 27 | 3    |
| 9  | Ashleigh Barty    | 6−4, 6−1          | 6−3, 6−4      |          | 2 − 0 | 4 − 0 | 24 − 12 | 1    |

### Fase final
|  | Semifinals | Semifinals           | Semifinals   | Semifinals | Semifinals |              |                 | Final | Final | Final | Final | Final |
|  |            |                      |              |            |            |              |                 |       |       |       |       |       |
|  | 2          | CoCo Vandeweghe      | 6            | 6          |            |              |                 |       |       |       |       |       |
|  | 9          | Ashleigh Barty       | 3            | 3          |            |              |                 |       |       |       |       |       |
|  | 9          | Ashleigh Barty       | 3            | 3          |            | 2            | CoCo Vandeweghe | 5     | 1     |       |       |       |
|  |            |                      |              |            |            | 2            | CoCo Vandeweghe | 5     | 1     |       |       |       |
|  |            | 7                    | Julia Görges | 7          | 6          |              |                 |       |       |       |       |       |
|  | 7          | 7                    | Julia Görges | 7          | 6          | Julia Görges | 6               | 6     |       |       |       |       |
|  | 7          |                      |              |            |            | Julia Görges | 6               | 6     |       |       |       |       |
|  | 5          | Anastasija Sevastova | 3            | 3          |            |              |                 |       |       |       |       |       |

## Dobles

### Caps de sèrie
| CS   | Tennistes       | Tennistes     | Rànquing |
| ---- | --------------- | ------------- | -------- |
| 1    | Raluca Olaru    | Olga Savchuk  | 69       |
| 2    | Alicja Rosolska | Anna Smith    | 77       |
| 3/WC | Liang Chen      | Yang Zhaoxuan |          |
| 4    | Lu Jingjing     | Zhang Shuai   | 182      |
| 5/WC | Jiang Xinyu     | Tang Qianhui  |          |
| 6    | Duan Yingying   | Han Xinyun    | 275      |

### Fase grups

#### Grup Lotus
| CS   | Tennista                  | R. Olaru O. Savchuk | C. Liang Z. Yang | Y. Duan X. Han   | V − D | Sets  | Jocs    | Pos. |
| 1    | Raluca Olaru Olga Savchuk |                     | 6−3, 7−6(3)      | 3−6, 7−5, [7−10] | 1 − 1 | 3 − 2 | 23 − 21 | 2    |
| 3/WC | Liang Chen Yang Zhaoxuan  | 3−6, 6−7(3)         |                  | 6−7(2), 4−6      | 0 − 2 | 0 − 4 | 19 − 26 | 3    |
| 6    | Duan Yingying Han Xinyun  | 6−3, 5−7, [10−7]    | 7−6(2), 6−4      |                  | 2 − 0 | 4 − 1 | 25 − 20 | 1    |

#### Grup Orquídea
| CS   | Tennista                   | A. Rosolska A. Smith | J. Lu S. Zhang | X. Jiang Q. Tang | V − D | Sets  | Jocs    | Pos. |
| 2    | Alicja Rosolska Anna Smith |                      | 3−6, 1−6       | 3−6, 6−4, [6−10] | 0 − 2 | 0 − 4 | 13 − 23 | 3    |
| 4    | Lu Jingjing Zhang Shuai    | 6−3, 6−1             |                | 7−6(3), 6−3      | 2 − 0 | 4 − 0 | 25 − 13 | 1    |
| 5/WC | Jiang Xinyu Tang Qianhui   | 6−3, 4−6, [10−6]     | 6−7(3), 3−6    |                  | 1 − 1 | 2 − 2 | 20 − 22 | 2    |

### Final
| Final |                          |    |   |  |
|       |                          |    |   |  |
| 6     | Duan Yingying Han Xinyun | 63 | 3 |  |
| 4     | Lu Jingjing Zhang Shuai  | 7  | 6 |  |